# 相喜
相喜（舟山口音：shia shi）是浙江省舟山群岛地区群众婚礼中的重要仪式之一，是迎亲之前新人祭神以祈福的过程。

## 参与者
相喜的主角为新人与其父亲。过去只有新郎方面才举行相喜仪式，近代由于推崇男女平等，新娘方也举行此仪式，至少从1970年代开始已经如此。
由于仪式耗时长，工作量大，所以整个仪式需要动员很多家庭成员和邻舍，尤其是祭品的准备工作。承担祭品准备工作的负责人称为“大厨”，其它人称为“帮寸”。这批人也会负责次日婚礼喜宴。

## 所祭神祇
相喜所祭神尚须进一步研究，现在仪式上所书神位为“南朝一切圣尊”。祭神礼时，祭桌两旁均不置椅子，仅在神位上置一高椅，披上红布，摆上“南朝一切圣尊之位”。

## 时间
仪式通常在迎亲和喜宴之前一天举行，但如果该日在占卜上为凶日，则须提前至最近的一个吉日。所以新人结婚择日时，通常会选择两个吉日相连的日子。但受工作时间限制，相喜和喜宴（即“好日酒”）两个日子不相连的情况现在也很普遍。
相喜仪式从是日下午的涨潮时分正式开始，寓意新人未来的生活蒸蒸日上。整个仪式中，新人和其父亲需要三次给圣尊添酒，直到第三次添酒时方把酒杯添满。随后不时进行叩拜祈福，直至凌晨三四点仪式才结束。随后举行祭祖仪式（即“做羹饭”）。

## 地点
传统上相喜的地点为家族的祠堂（即“堂前”）。现在由于城乡居住面积增加，也在自家房屋的正厅中举行。

## 祭品陈设
相喜时祭品的摆设，与一般的祭神礼大同小异，神位在北，香和蜡烛台在南。祭品主牲为猪、羊、鹅、鱼、蟹等，均须为雄性。其他祭品包括素菜、荤菜、米馒头、擂进团、糕饼、水果、糖果各10碗，其中除馒头和糯米团外，均须是品种不同的10样。茶12杯、酒一长桌、米饭12碗，以及油盐酱醋等。

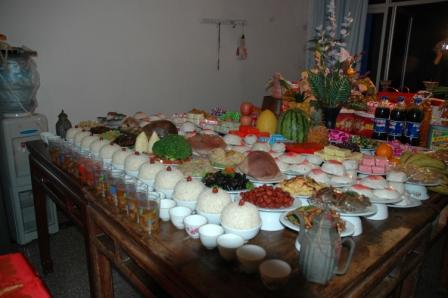
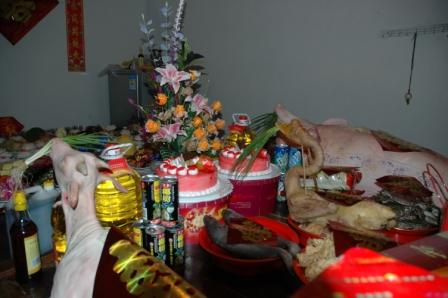
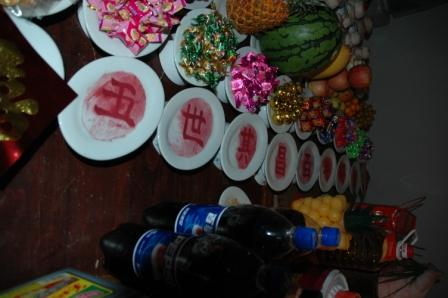
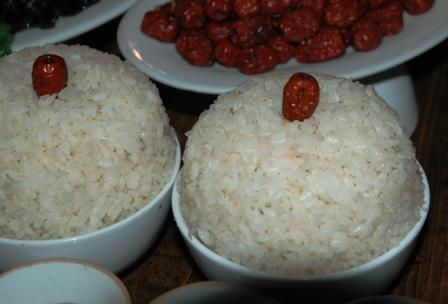

## 附祭

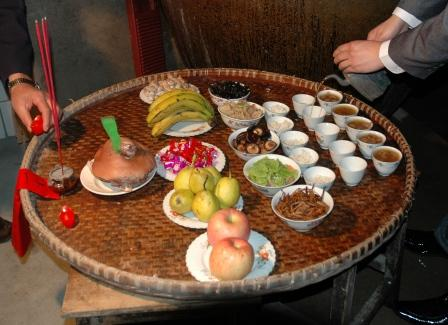

相喜过程中，除祭祀“南朝一切圣尊”外，同时祭祀土地神和灶神。祭土地神时，用一张“团箕”（一种竹制品）于门前院子置办简单的祭品，不下雨放置于“道地”中，下雨则内移至“阶沿”内。这张图中是下雨的情况下，所以祭祀点在“阶沿”内。